# 734 (číslo)
Sedm set třicet čtyři je přirozené číslo. Následuje po čísle sedm set třicet tři a předchází číslu sedm set třicet pět. Římskými číslicemi se zapisuje DCCXXXIV a řeckými číslicemi ψλδ.

## Matematika
734 je:
- Deficientní číslo
- Poloprvočíslo
- Nešťastné číslo

## Astronomie
- (734) Benda je planetka hlavního pásu, kterou objevil v roce 1912 Johann Palisa

## Ostatní
- Karosa C 734 je model linkového meziměstského autobusu, který vyráběla společnost Karosa Vysoké Mýto v letech 1981 až 1997

## Roky
- 734
- 734 př. n. l.